# Sárvár
Sárvár (zgodovinsko slovensko Mala sela, nemško Klein Zell) je mesto na Madžarskem, ki upravno spada v Sárvársko okrožje Železne županije. Sár v madžarščini pomeni »blato«, vár pa pomeni »grad«. Slednji izraz je zelo pogosta končnica v imenih madžarskih naselij. 
Sárvár leži ob reki Rabi in je znan predvsem po toplicah ter po gradu rodbine Nádasdy. Leta 1541 je bila v Sárvárju natisnjena prva madžarska knjiga, Novi testament.